# Sadako Kurihara
Sadako Kurihara (栗原 貞子, Kurihara Sadako, 4 mars 1913 – 6 mars 2005) est une poétesse japonaise née à Hiroshima, survivante du bombardement atomique de la ville. Elle est surtout connue pour son poème Umashimenkana (Bringing Forth New Life (en)).

## Biographie
Kurihara naît avec le nom Doi Sadako à Hiroshima, deuxième fille d'une famille d'agriculteurs. Elle fréquente le lycée Kabe à partir de l'âge de 17 ans et y commence ses activités littéraires, composant principalement des tanka et de la poésie de style occidental.
Lorsque la bombe atomique explose sur Hiroshima, elle est chez elle à quatre kilomètres au nord de l'épicentre. Après la guerre, elle se met à écrire de façon professionnelle avec son mari Kurihara Tadaichi et poursuit des idéaux anti-guerre. Elle devient célèbre pour ses poèmes sur sa ville, en particulier Arrivée d'une nouvelle vie, publié en mars 1946.
En 1960, Kurihara écrit un article intitulé « Auschwitz et Hiroshima : à propos de la littérature de Hiroshima », publié dans le Chugoku Shimbun, où elle traite de la responsabilité des auteurs dans le domaine de la commémoration. Elle fonde Chugoku Bunmei Renmei (« Association culturelle Chugoku ») et publie le premier numéro de Chugoku Bunka. Depuis, elle est profondément impliquée dans le mouvement antinucléaire à travers ses activités littéraires. En 1969 Kurihara créé le groupe de citoyens Gensuikin Hiroshima Haha no Kai (« Mères de Hiroshima », groupe contre les bombes A et H) et publie une anthologie de poésies sur Hiroshima, « La rivière de la flamme coule au Japon », qu'elle distribue à la sixième Conférence mondiale contre les bombes A et H. L'année suivante, elle commence à éditer la revue « Les Rivières à Hiroshima » qui se poursuit sur cinq numéros bimensuels. En 1962 Kurihara organise un comité d'édition et publie à titre privé « Les Chansons d'Hiroshima » avec des versions parallèles en anglais et en japonais. Elle a également édité la revue, « Témoignage d'Hiroshima et de Nagasaki" (1982), écrit des essais (par exemple, Embracing the Core Scene of Hiroshima, 1975), et participe à de nombreuses conférences, dont le Symposium international des ONG en 1977 sur « La réalité de la bombe atomique » et la Conférence internationale de littérature à Cologne en Allemagne en 1982. Elle participe également à la Conférence des écrivains asiatiques à Hiroshima en 1983, pour protester contre le développement du nucléaire, de la pauvreté et de l'oppression.
Parmi ses titres publiés figurent « L’œuf noir », 1946 (Kuroi tamago), « La rivière de la flamme coule au Japon », 1960, « Les chansons d'Hiroshima » 1962, (Watashi wa Hiroshima wo shogen suru), « Moi, témoin d'Hiroshima », 1967, « Documents sur Hiroshima vingt-quatre ans plus tard », 1970 (Dokyumento Hiroshima 24 nen), « Quand je dis Hiroshima », 1976, (Hiroshima to iu toki), « Le Futur commence ici », 1979, (Kakujidai ni ikiru), « Vivre à l'âge nucléaire », essais, 1982, Genbaku Kashu, Kushu, anthologie de tanka et haiku sur la bombe A 1991, Genbaku shishu, anthologie de poèmes sur la bombe A 1991, « Hiroshima in Questions », essais 1992 et de nombreux autres textes.
En 1990, Kurihara reçoit le troisième prix annuel Kiyoshi Tanimoto pour la paix.
Elle décède chez elle en 2005 à l'âge de 92 ans et laisse derrière elle sa fille Mariko, né en 1935.
En 2008, une exposition se ses manuscrits est organisée à la bibliothèque de l'université Jogakuin d'Hiroshima .

## «Arrivée d'une nouvelle vie»
Ce poème est consacré à une victime de la bombe atomique qui tout à coup commence à accoucher tandis qu'elle est réfugiée dans un abri anti-aérien. Une sage-femme qui partage cet abri va à son secours en dépit de ses propres graves blessures et donne ainsi sa vie pour que le bébé naisse en toute sécurité. Il est basé sur des événements réels dont a été témoin Kurihara dans l'abri sous le bureau de poste de Sendamachi à Hiroshima (en réalité, la sage-femme a survécu et plus tard rencontré l'enfant). Le poème est considéré comme un chef-d'œuvre et une œuvre représentative de la « poésie de la bombe atomique ». Il a été salué pour son habile contraste entre la disparition d'une vie et la naissance d'une autre, l'expression de la force humaine face à la tragédie et son sens de l'espoir pour l'avenir.